# خوان استيبان مونتيرو
خوان استيبان مونتيرو (بالإسبانية: Juan Esteban Montero)‏ (و. 1879 – 1948 م) هو محام من تشيلي ولد في سانتياغو.

## التعليم
تعلم في جامعة تشيلي.